# Kutmičevica

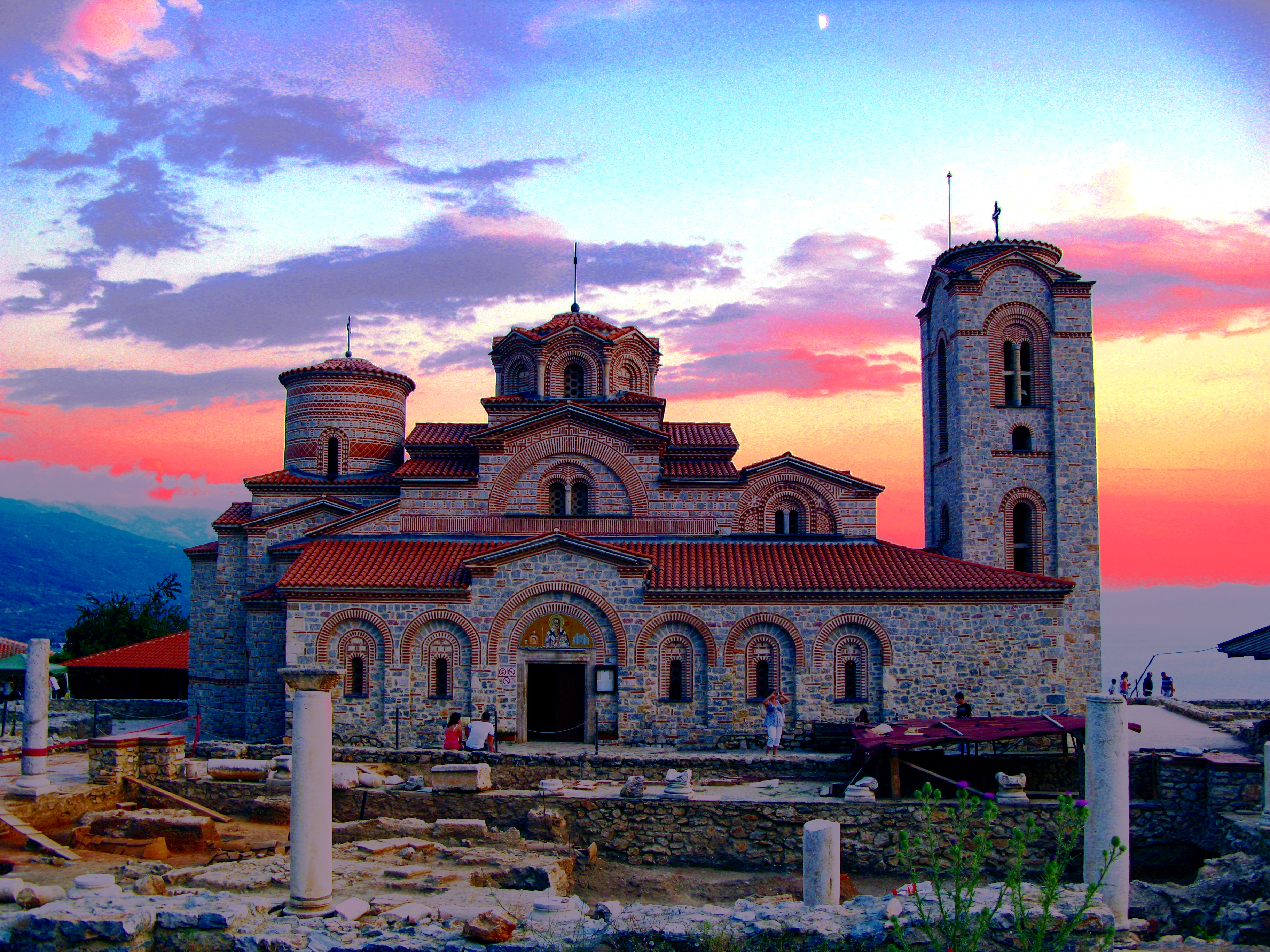
Monastero di San Pantaleone.

Kutmičevica (in bulgaro Кутмичевица?) è stata una regione amministrativa dell'Impero bulgaro e dell'Impero bizantino, che comprendeva l'attuale Albania meridionale e la parte nord-occidentale della Macedonia, con il centro nel sud dell'Albania e la periferia che raggiungeve il Golfo di Arta a sud e il Lago di Scutari a nord.
Nell'antichità, fu l'Epiro a far parte del Regno di Macedonia.
Nella tarda antichità, i proto-bulgari, guidati da Kuber, si stabilirono qui e si allearono con gli sclaveni. Dal 1018 questo territorio fa parte dell'arcidiocesi di Ocrida.
All'inizio dell'era moderna, questo territorio era un dominio di Alì Pascià di Tepeleni, che controllava anche la Tessaglia.